# Каджар, Ардашир-Мирза
Ардашир-Мирза Каджар (азерб. Ərdəşir Mirzə Qacar; 2 сентября 1875, Шуша — ?) — сотрудник полицейского управления в Шуше в годы Российской империи и Азербайджанской Демократической Республики, участковый пристав, член царского дома Каджаров.

## Биография
Принц Ардашир-Мирза родился 2 сентября 1875 года в городе Шуша Шушинского уезда Елисаветпольской губернии в семье бывшего генерал-губернатора Азербайджана принца Бахмана Мирзы Каджара от его брака с Барда-ханум. По вероисповеданию был мусульманином. Получил домашнее специальное воспитание. Ардашир-Мирза, будучи одним из 63 детей Бахмана-Мирзы, был младше по возрасту не только его внуков, но даже и старшего правнука — принца Фейзулла Мирзы, родившегося в Шуше в 1872 году.
Постановлением Шушинского уездного начальника от 11 августа 1908 года Ардашир-Мирза был зачислен на действительную государственную службу канцелярским служителем Шушинского уездного полицейского управления с причислением ко 2-му разряду. К марту 1909 года, согласно формулярному списку о службе, знаков отличия не имел, содержание «получал по трудам».
Приказом № 76 елисаветпольского губернатора от 18 апреля 1912 года, согласно прошению и ходатайству Шушинского уездного начальника, Ардашир-Мирза был назначен переводчиком Шушинского уездного полицейского управления. 27 мая 1914 года его назначили заведующим кочевниками Шушинского уезда, расположенными в эйлагах Кире, Финга и Сарибаба, а 21 мая 1916 года — заведующим кочевниками Шушинского уезда, расположенными в эйлагах Кирх-Киз и Мейдан.
В мае 1918 года была провозглашена независимость Азербайджанской Демократической Республики. В этот период Ардашир-Мирза был полицейским |приставом 1-го (населённого армянами) участка города Шуша (на 1919 год), а затем — полицейским приставом 2-го участка города Шуша (на 1920 год) Карабахского генерал-губернаторства (генерал-губернаторство Шушинского, Джеванширского, Джебраильского и Зангезурского уездов).
В Государственном историческом архиве Азербайджанской Республики сохранился формулярный список о службе канцелярского служителя Шушинского уездного полицейского управления принца Ардашир Мирзы, составленный 26 марта 1909 года.